# Cantwell
Cantwell is een plaats (census-designated place) in de Amerikaanse staat Alaska, en valt bestuurlijk gezien onder Denali Borough.

## Demografie
Bij de volkstelling in 2000 werd het aantal inwoners vastgesteld op 222.

## Geografie
Volgens het United States Census Bureau beslaat de plaats een oppervlakte van
307,5 km², waarvan 306,3 km² land en 1,2 km² water.

## Plaatsen in de nabije omgeving
De onderstaande figuur toont nabijgelegen plaatsen in een straal van 104 km rond Cantwell.